# リボン (SUPER☆GiRLSの曲)
「リボン」は、SUPER☆GiRLSの29枚目のシングル。2023年7月12日にiDOL Streetから発売された。

## 概要
CD+Blu-ray Disc、CDのみの2形態。前作「Summer Lemon」から約1年ぶりのシングルで、第6期メンバーの鎌田彩樺・柏綾菜・河村果歩・櫻井陽夏・羽渕花恋が加入後11名体制でスタートした"SUPER☆GiRLS 第6章"最初のシングルであり、2023年8月から活動休止・翌2024年、2月末にグループから卒業した萩田帆風が参加した最後の作品でもある。また、学業専念のため活動を休止していた竹内ななみは今作から復帰・参加している。
表題曲「リボン」の作詞・作曲は、所属事務所の先輩にあたるシンガーソングライターの大塚愛が手掛けている。振付は、第4章以来となるCRE8BOYが担当している。2023年4月29日開催のリリース記念イベントで初披露され、同年5月21日放送の『SUPER☆GiRLS阿部夢梨のナイスゆめり!』（ラジオ日本）でメディア初OAされた。MVは同年3月下旬に沖縄県で撮影された。
カップリング曲「蒼い炎!!!!!!」は、"SUPER☆GiRLS 第6章"最初の楽曲として2023年1月29日開催『SUPER☆GiRLS 12th Anniversary 〜MEMORY UP↑DATE〜』で初披露され、同年4月26日にデジタルシングル配信されたものを収録している。

## 収録曲

### CD
1. リボン [4:31]
作詞・作曲：aio、編曲：hiroo
2. 蒼い炎!!!!!! [3:41]
作詞：Litz、作曲・編曲：渡辺徹
3. リボン（Instrumental）
4. 蒼い炎!!!!!!（Instrumental）

### Blu-ray Disc
1. リボン (Music Video)
2. リボン (Music Video Making)
3. リボン (Music Video 個人サビver.)

## 音楽配信

### リボン
「リボン」はSUPER☆GiRLS結成13周年にあたる2023年6月12日に先行配信された。

### 蒼い炎!!!!!!
「蒼い炎!!!!!!」は、2023年4月26日にデジタルシングルとして配信された。配信開始時点ではCD化されるという発表はなく、同29日に本作に収録されることが発表された。アルバムからの先行配信ではなく、デジタルシングルとして配信された新曲が後からCD化されたのは「Survival」以来である。なお、「蒼い炎!!!!!!」が初披露された同年1月29日時点では竹内ななみは活動休止中だったが、収録には同年3月に活動再開した竹内も参加している。

### 本配信
CDの発売日である7月12日に配信開始。ハイレゾ音源および「リボン」のMVも同日に配信開始した。なお、AWAを除くストリーミング配信サービスはこの日以降も先行配信のカタログをそのまま配信している。一方、ダウンロード配信サービスは先行配信のカタログを配信停止したサービスが多い。
太字の配信サービスはハイレゾ音源を配信していることを示す。MVは「リボン」のMVも配信していることを示す。

## イベント
| 日程            | 公演名                          | 会場                             | 備考 |
| --------------- | ------------------------------- | -------------------------------- | --- |
| 2023年 4月29日  | リリース記念イベント            | アリオ橋本                       | ミニライブ2部・グループミニトーク会2部・個別撮影会1部・個別「リボン」結び会1部制。 阿部は体調不良のため不参加。                                                    |
| 5月13日         | リリース記念イベント            | ダイバーシティ東京 プラザ        | ミニライブ2部・グループミニトーク会2部・個別撮影会1部・個別「リボン」結び会1部制。 阿部・萩田は不参加。                                                            |
| 5月20日         | リリース記念イベント            | ステラタウン                     | ミニライブ2部・グループミニトーク会2部・個別撮影会1部・個別「リボン」結び会1部制。                                                                                 |
| 6月18日         | リリース記念イベント            | ららぽーと横浜                   | ミニライブ2部・グループミニトーク会2部・個別撮影会1部・個別「リボン」結び会1部制。                                                                                 |
| 6月25日         | リリース記念イベント            | ヨドバシカメラマルチメディア梅田 | ミニライブ2部・グループミニトーク会2部・個別撮影会1部・個別「リボン」結び会1部制。                                                                                 |
| 7月1日          | リリース記念イベント            | セブンパーク アリオ柏            | ミニライブ2部・グループミニトーク会2部・グループ撮影会1部・個別撮影会1部・個別「リボン」結び会1部制。                                                              |
| 7月8日          | リリース記念イベント            | イオンモール幕張新都心           | ミニライブ2部・グループミニトーク会2部・グループ撮影会1部・個別撮影会1部・個別「リボン」結び会1部制。                                                              |
| 7月15日         | リリース記念イベント            | ららぽーと立川立飛               | ミニライブ2部・グループミニトーク会2部・グループ撮影会1部・個別撮影会1部・個別「リボン」結び会1部制。                                                              |
| 7月16日         | リリース記念イベント            | ダイバーシティ東京 プラザ        | ミニライブ2部・グループミニトーク会2部・グループ撮影会1部・個別撮影会1部・個別「リボン」結び会1部制。                                                              |
| 5月28日・7月2日 | ネットサイン会                  | オンライン（YouTube LIVE）       | corazónの対象商品購入者が参加できるもので、生写真へのサインを実施。                                                                                                |
| 7月9日          | mu-mo SHOPスペシャルイベント    | 横浜YTJホール                    | トークショー1部・個別握手会2部・個別撮影会2部・個別トーク会2部・個別TikTok撮影会2部・個別サイン会2部制・個別ゲーム会。 mu-moショップでの参加券付き商品購入者対象。 |
| 7月12日         | 発売日記念ミニライブ&個別握手会 | タワーレコード渋谷               | ミニライブ1部・個別握手会1部制。 |